# Albiate
Albiate är en ort och kommun i provinsen Monza e Brianza i regionen Lombardiet i Italien. Kommunen hade 6 375 invånare (2018).